# Llewellyn Herbert
Llewellyn Herbert, född den 21 juli 1977 i Bethal, är en sydafrikansk friidrottare som tävlar i häcklöpning.
Herbert deltog vid Olympiska sommarspelen 1996 och blev då utslagen redan i försöken på 400 meter häck. Vid junior-VM 1996 slutade han på andra plats. En silvermedalj blev det även vid VM 1997 i Aten då hans 47,86 räckte till silver bakom Stephane Diagana. 
Vid Olympiska sommarspelen 2000 blev han bronsmedaljör efter att ha sprungit på 47,81. Han missade helt vid VM 2001 och blev utslagen i försöken. Under 2002 blev han afrikansk mästare på 400 meter häck, vilken han inte försvarade vid mästerskapen 2004.
Vid både Olympiska sommarspelen 2004 och VM 2005 blev han utslagen i semifinalen.

## Personligt rekord
- 400 meter häck - 47,81